# まかせいのう
まかせいのう（macaseinou）は、NTTデータが提供する国内初の性能プロフェッショナルサービスである。
元々はNTTデータ社内向けに性能に特化したサービスを展開していたが、数多くの社内案件での豊富な対応実績を買われ、NTTデータ社外においてもサービスを展開することとなった。

## 提供する主要サービス
- 性能設計サービス - ハイパフォーマンスコンピューティングを実現する性能設計を提案する
- 性能試験サービス - 商用稼動中の性能要件を担保するために、単体性能試験・負荷性能試験を通して性能品質を確認する
- 性能問題解決サービス - 商用稼動中に発生してしまったオンラインやバッチのスローダウンを改善するため、最適なチューニングを実施する
- 性能監視分析サービス - 中長期的にシステムの性能を監視し、将来発生しうる性能リスクを洗い出し、性能問題に対してプロアクティブに防止出来るように改善案を提示する